# Mani-steen

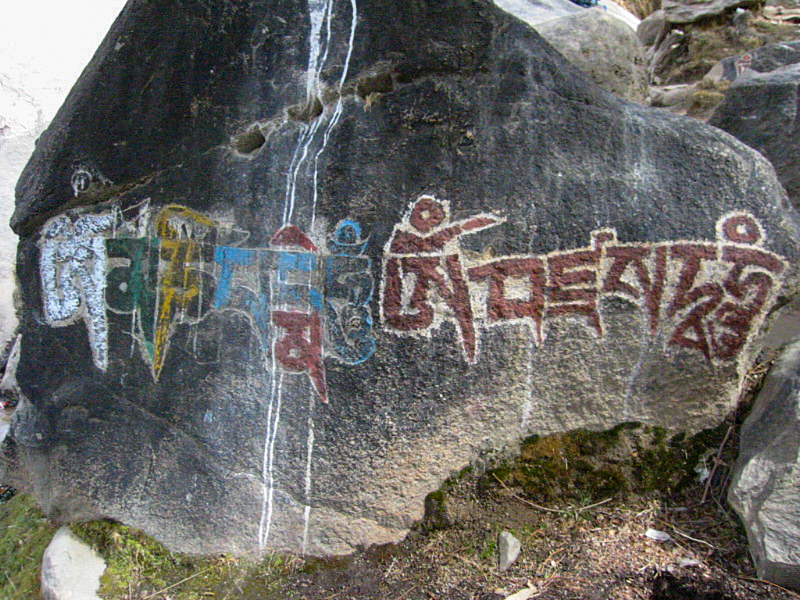
Om Mani Padme Hum in het Tibetaans

Een mani-steen is een steen met ingekerfde of geschilderde mantra's of afbeeldingen. De meest voorkomende mantra op een mani-muur (een muur van mani-stenen) is Om mani padme hum, de meest voorkomende afbeelding is die van een Boeddha, maar ook andere heiligen zoals Chenrezig komen erop voor.
Mani-muren ontstaan doordat pelgrims stenen met afbeeldingen op elkaar stapelen nabij een heiligdom of klooster. Ook op een goede nachtplaats voor pelgrims in Tibet en op een bergpas kunnen mani-muren ontstaan. 